# Barbora Valíková
Barbora Valíková (2 de noviembre de 1994) es una deportista checa que compite en piragüismo en la modalidad de eslalon. Ganó una medalla de bronce en el Campeonato Europeo de Piragüismo en Eslalon de 2018, en la prueba de K1 por equipos.

## Palmarés internacional
| Campeonato Europeo | Campeonato Europeo      | Campeonato Europeo | Campeonato Europeo |
| Año                | Lugar                   | Medalla            | Competición        |
| ------------------ | ----------------------- | ------------------ | ------------------ |
| 2018               | Praga (República Checa) | Medalla de bronce  | K1 por equipos     |